# Pharetrophora kerzhneri
Pharetrophora kerzhneri är en stekelart som beskrevs av Narolsky 1994. Pharetrophora kerzhneri ingår i släktet Pharetrophora och familjen brokparasitsteklar. Inga underarter finns listade i Catalogue of Life.